# Chlorarachniophyta
Chlorarachniophyta (či Chlorarachnea, Chloraracniophyceae) je třída fotosyntetizujících améboidních eukaryotických organismů z říše Rhizaria, kmene Cercozoa. Své plastidy získaly sekundární endosymbiózou zelené řasy, a tak obsahují chlorofyl a a b. Zajímavostí je, že uvnitř plastidu, jež je ohraničen čtyřmi membránami, je stále patrné redukované jádro této zelené řasy (tzv. nukleomorf). Pohybují se obvykle pomocí síťkovitých pseudopodií. Obvykle mají též zvláštní organely,tzv. extruzomy. V životním cyklu je dvoubičíkaté stádium, díky němuž se mohou šířit do větších vzdáleností. Zásobní látkou je chrysolaminaran.

## Klasifikace
Do této třídy řadíme pouze pět rodů: Bigelowiella, Chlorarachnion, Cryptochlora, Gymnochlora a Lotharella, a to v jediné čeledi Chlorarachniidae.